# カエサリアのドロテア
カエサリアのドロテア （Saint Dorothea of Caesarea、Saint Dorothy、Dora）（ - 311年2月6日) はカエサレア・マザカで処刑された4世紀の殉教者。カトリック教会と正教会の聖人である。正教会では聖致命女ドロフェヤと表記される。記念日は2月6日。
ドロテアはディオクレティアヌスの退位後に殉教したが、ディオクレティアヌスによる最後の大迫害による殉教者とされている。しばしばアレクサンドリアのドロテアと混同される。彼女の言行や歴史的実在性の証明はほぼ残されてない。
ドロテアとテオフィロス（Theophilus）は『ローマ殉教史』にカッパドキアのカエサリアの殉教者として記録されており、正式な聖人とされているが、聖人伝以外では歴史的に実在した証明ができないため、1969年以降はカトリック教会の聖人暦には記載されていない。

## 生涯

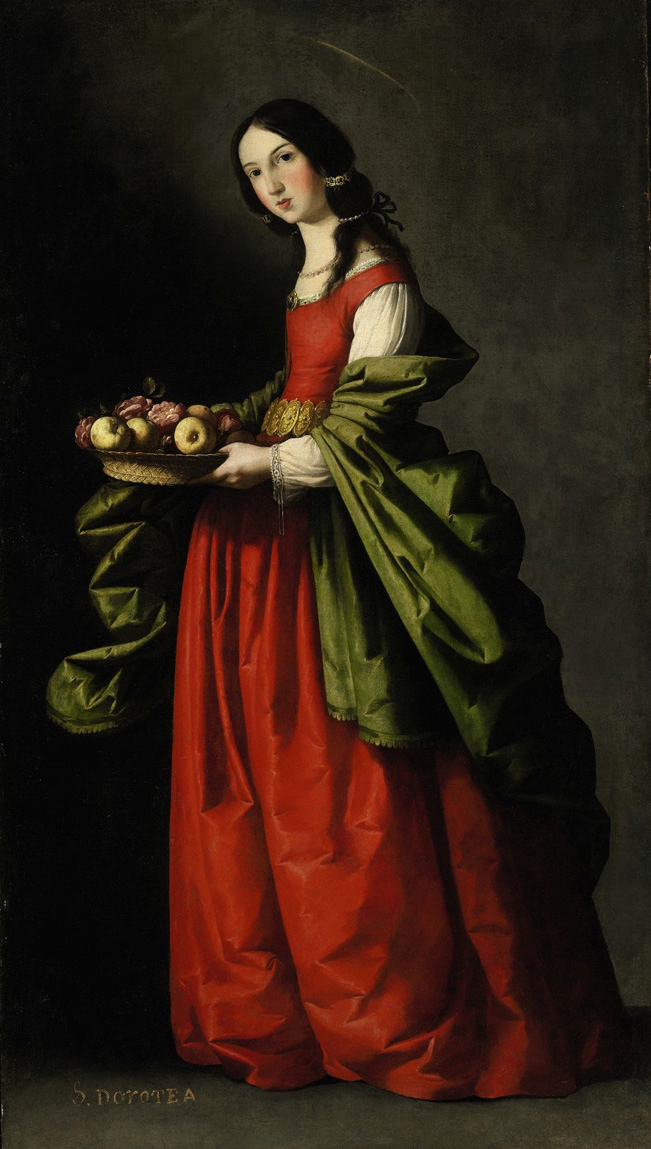
聖ドロテア, フランシスコ・デ・スルバラン

最も古いドロテアについての記述は『ヒエロニムスの殉教者伝』(Martyrologium Hieronymianum)に見ることができる。 
この最初の記録には三つの基本的な事柄、すなわち「殉教した日」「その場所」「名前とテオフィロスとの出来事」について記されている。

## 聖人伝
311年2月6日、童貞殉教者ドロテアはカッパドキアのカエサレアにおいて、ディオクレティアヌスによる迫害のため殉教した。ドロテアは県知事の前に連れだされ、信仰を試され拷問を受けたのちに死刑を宣告された。
刑場に向かう途中、非キリスト教の法律家テオフィロスはドロテアに「キリストの花嫁よ、花婿の庭からいくつか果物を私に持ってきてみるがいい」と嘲笑しながら言った。
ドロテアが処刑される前、6歳の男の子が現れ、彼女のヘッドドレスは果物と天上のバラの香りで満たされた。彼女はテオフィロスにそれを送った。テオフィロスはその一度でキリストへの信仰を告白し、拷問台にかかり殉教することとなった。
これがもっとも古い形の聖人伝であり、これを元に様々な形に伝播したとされる。
最初期の聖人伝ではアルドヘルムがエセックスにあるバーキング修道院（Barking Abbey）のヒルデリス（Hildelith）女子修道院長に宛てて書いたとされる『De laudibus virginitatis』（処女賛美）が知られる。

## 崇敬

### 守護聖人として
ドロテアは園芸の守護聖人として知られており、彼女の祝祭の木はいくつかの土地で祝福されている。

### イコノグラフ
ドロテアは、天使や花の花輪で表現され、しばしば果物、花、特にバラの花篭をもち（バラの）花の冠を被った乙女として描かれる。
死刑執行前にひざまずく姿や、幼子キリストと共に果樹円でりんごの木の下にいる姿、幼子キリストと手をつなぐ姿など、14世紀頃から多くの有名な芸術家によって描かれた。

## 影響
ドロテアにちなんだコミュニティに、活動修道会の修道女が参加する"The Congregation of the Sisters of Saint Dorothy"があり、主に花や農産物の育て方を教えている。
また、ドロテアの生涯と殉教は、1622年に出版されたフィリップ・マッシンジャーとトーマス・デッカーによる『The Virgin Martyr』の基礎となった。

## ドロテアが描かれた絵画等

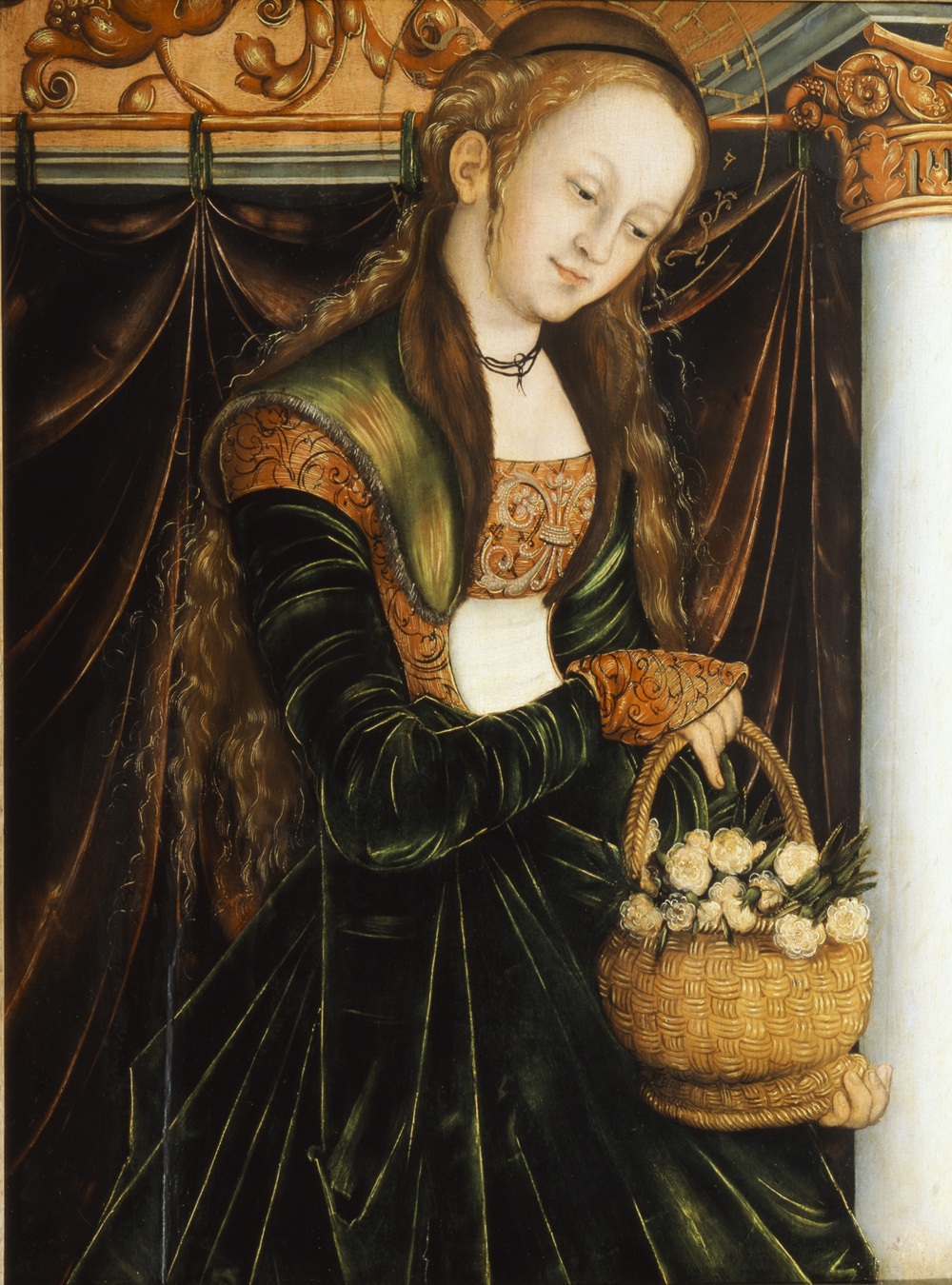
聖ドロシー ルーカス・クラナッハ
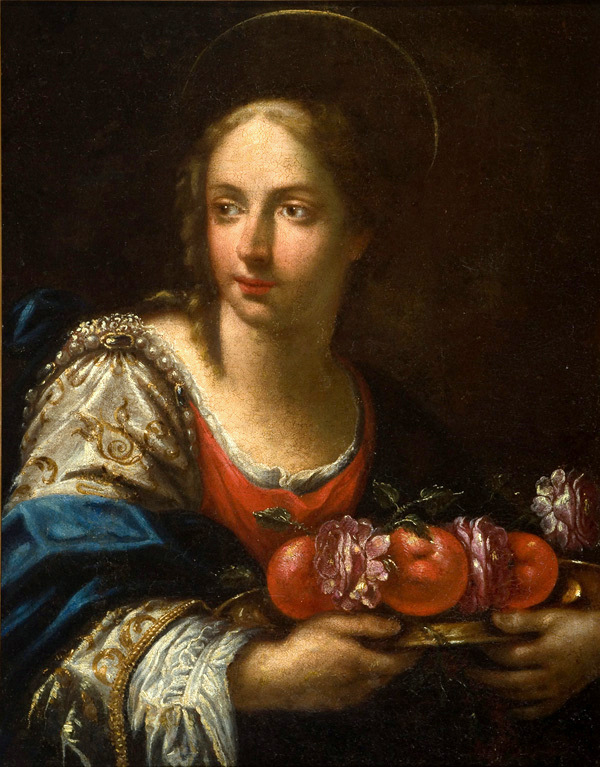
聖ドロシー en:Girolamo Donnini
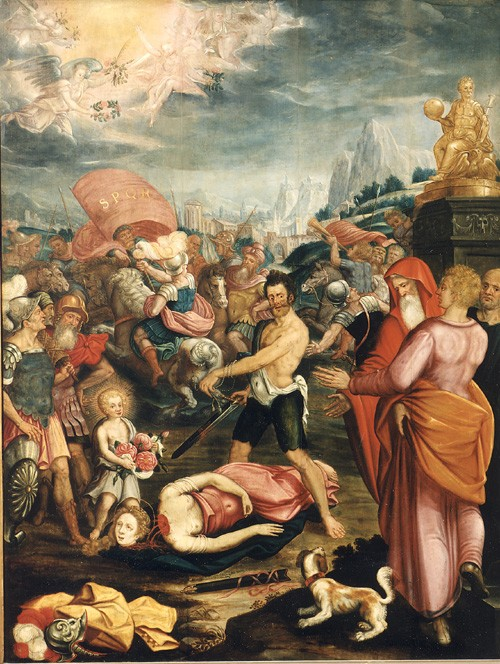
聖ドロテアの殉教 en:Josse van der Baren
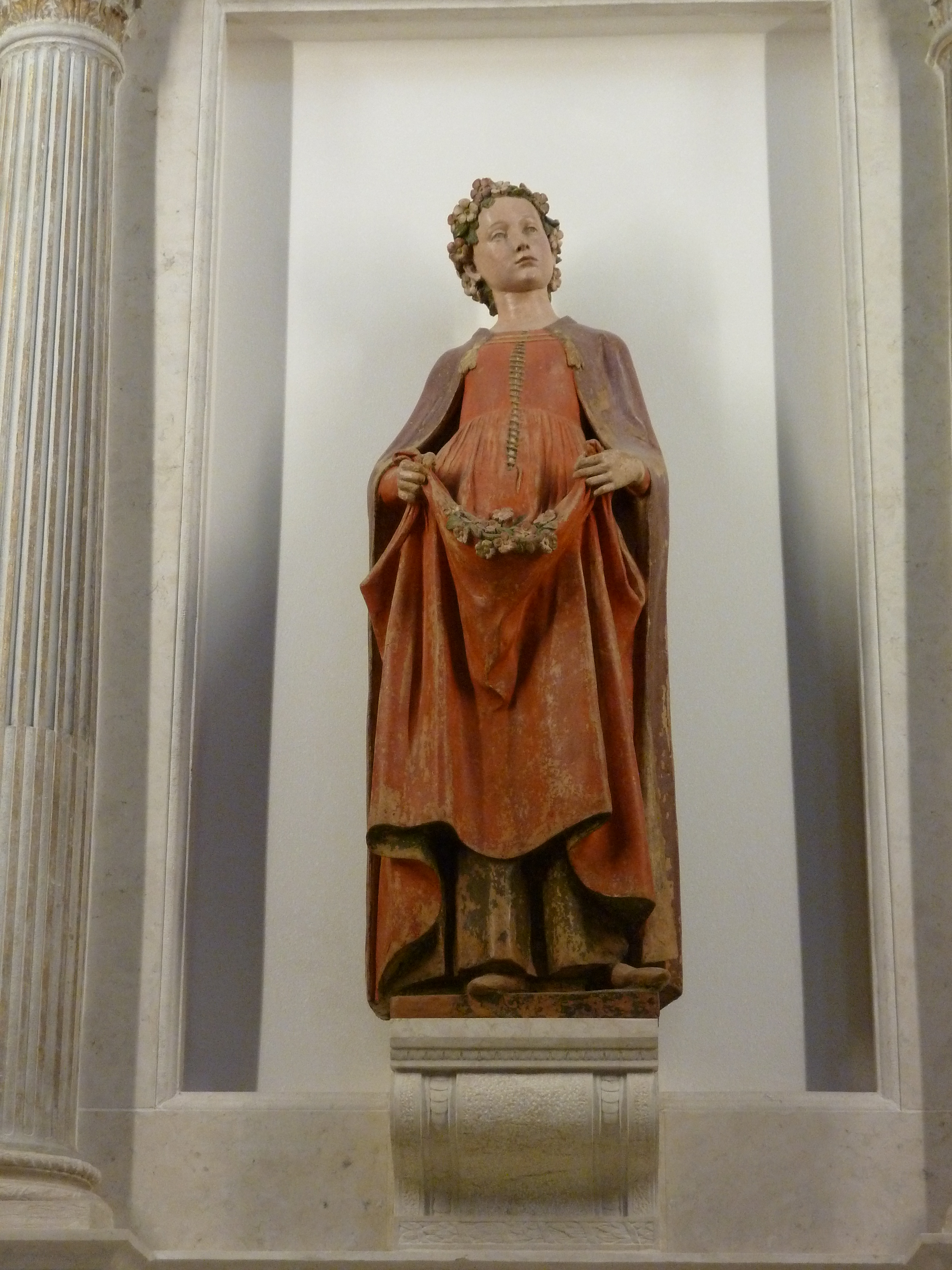
ドロテア アンドレア・デッラ・ロッビア
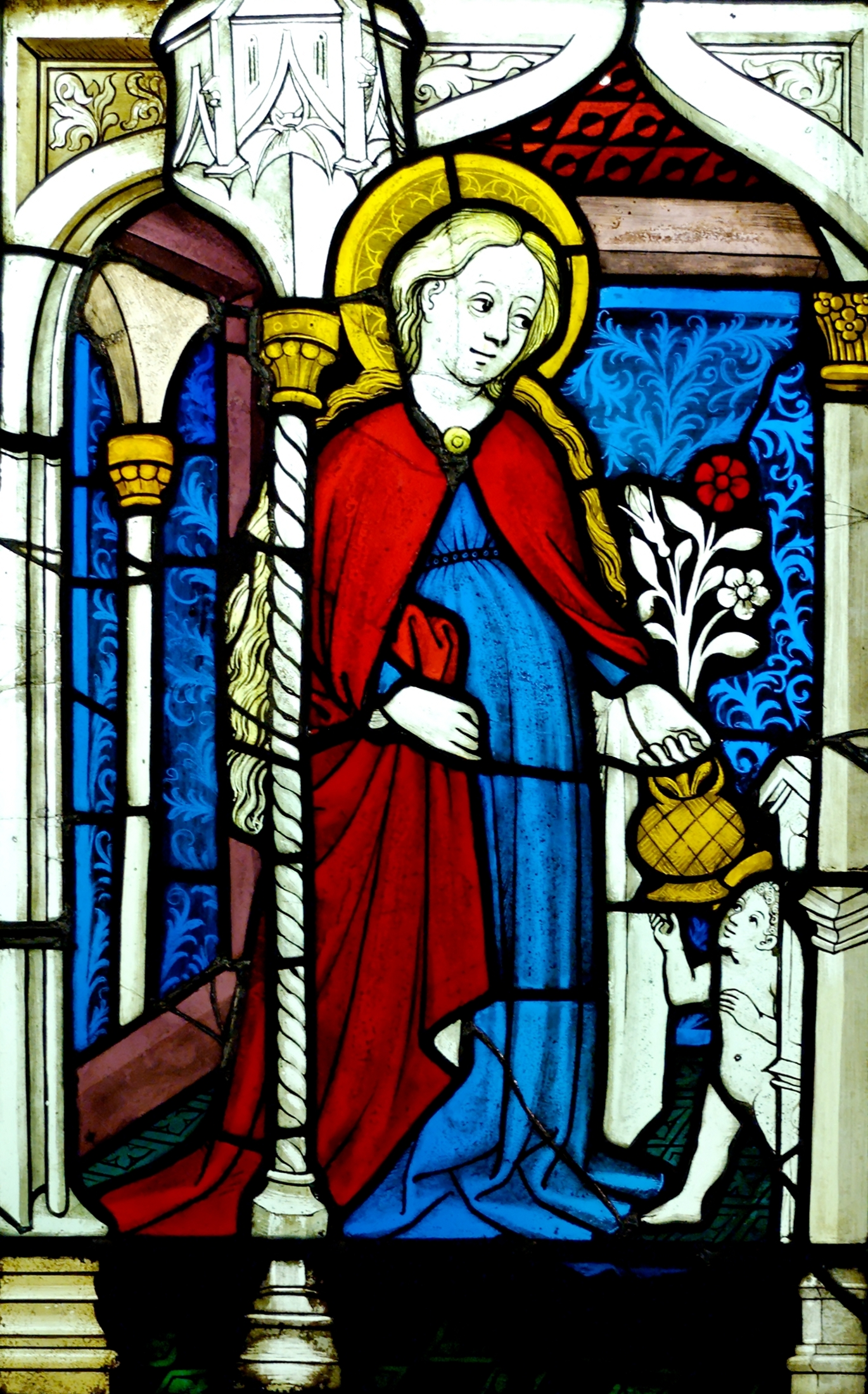
ステンドグラスに描かれた聖ドロテア Upper Rhine（1450年）
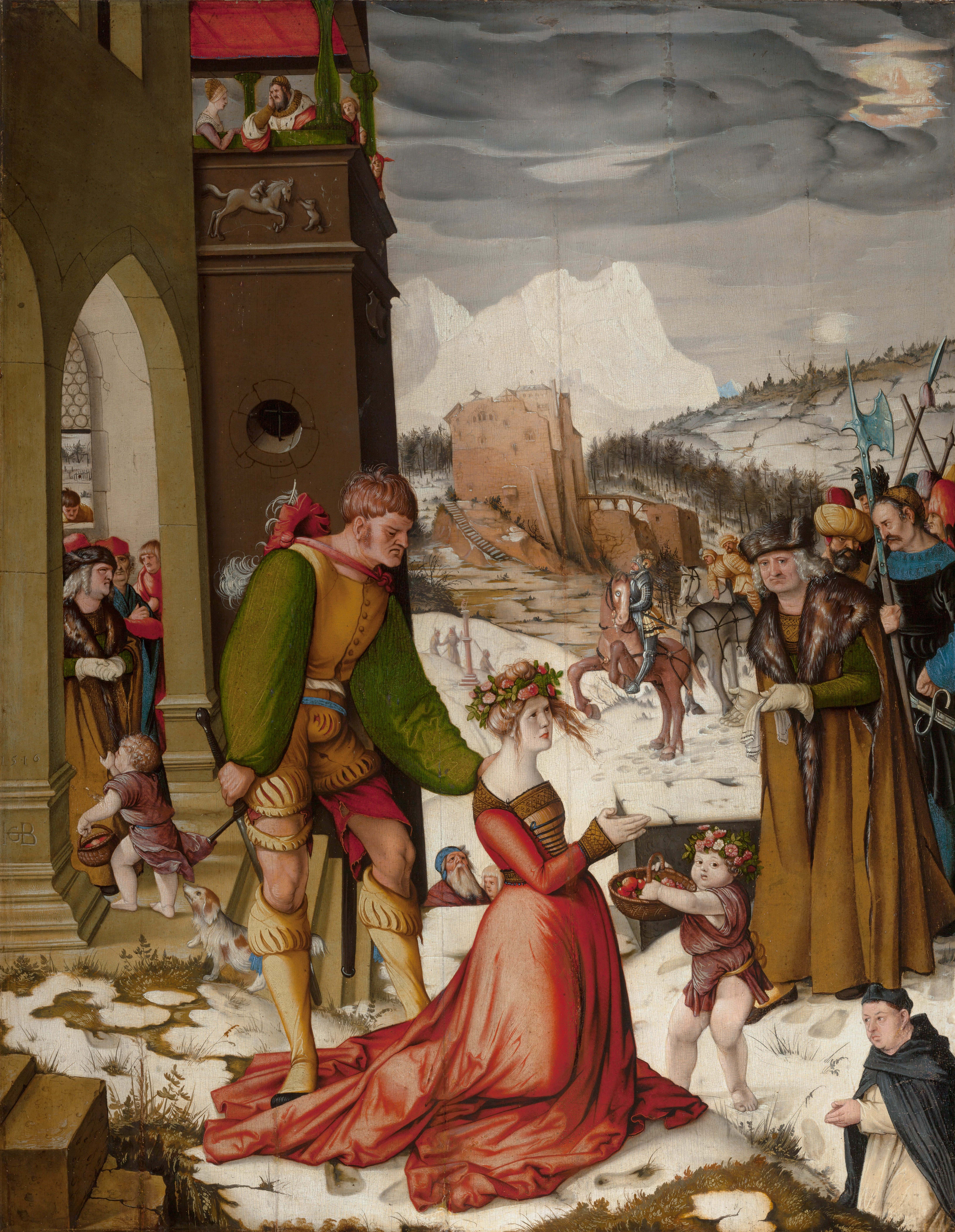
聖ドロテアの処刑 ハンス・バルドゥング
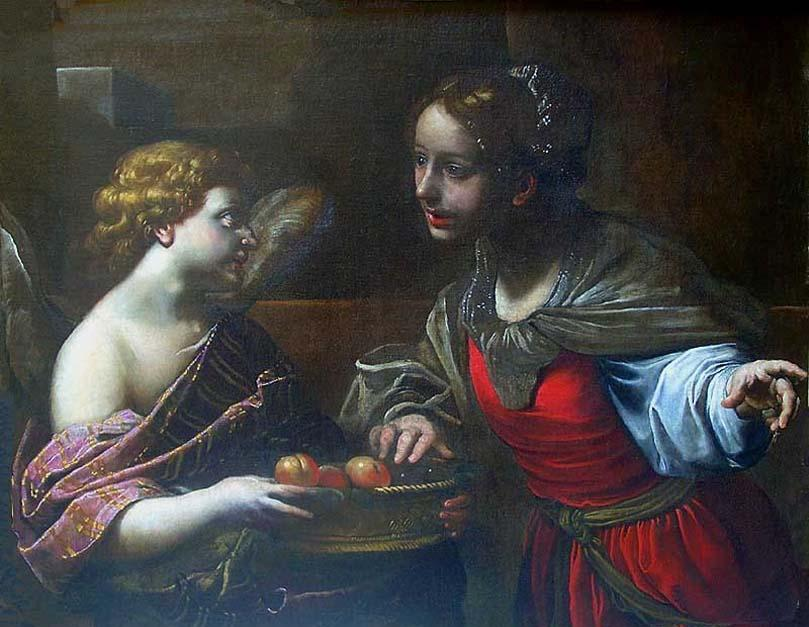
聖ドロシーと天使 en:Alessandro Tiarini
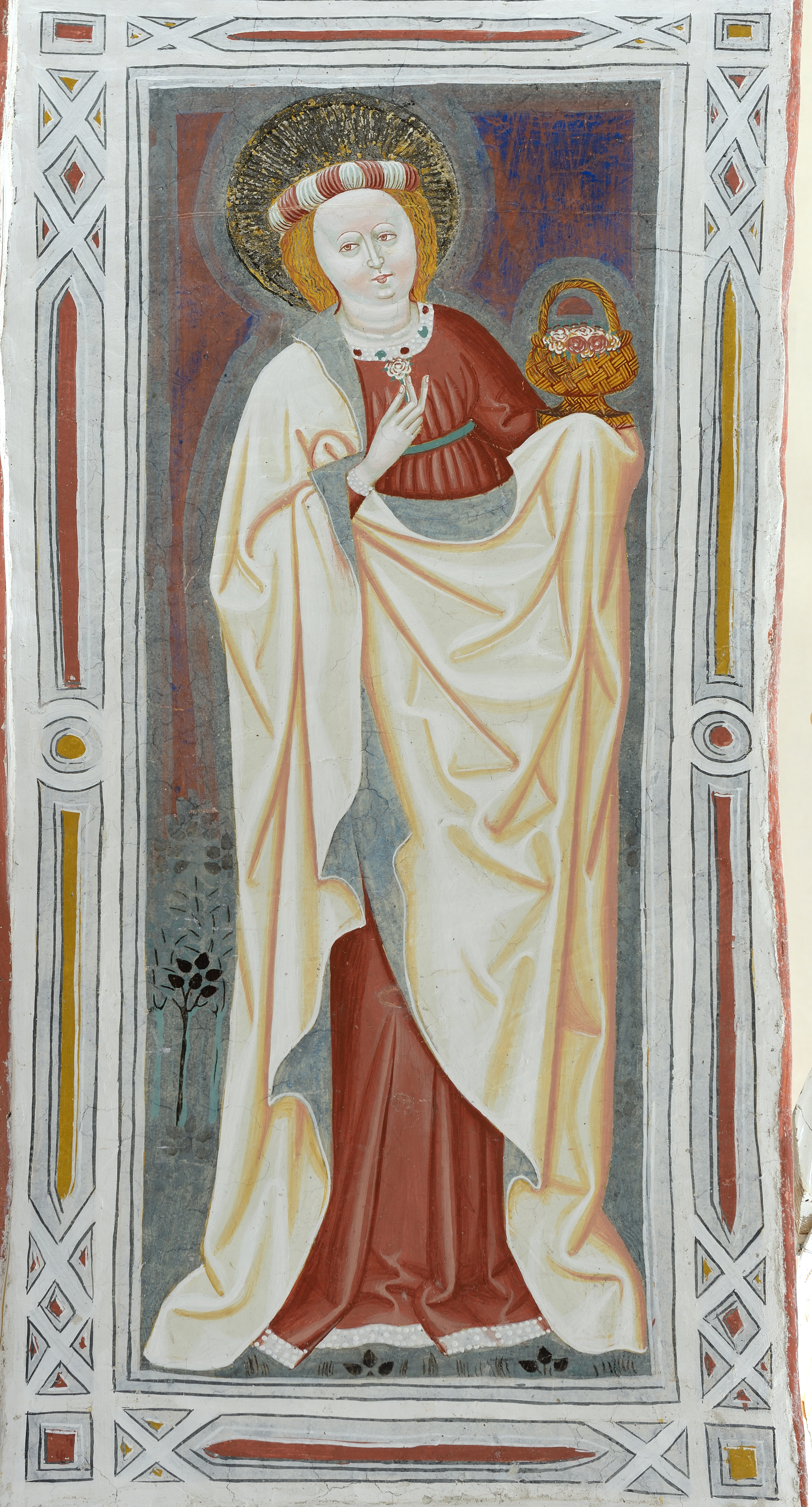
15世紀頃の作、作者不明。（ブリクセン）(Italy)